# 宮城県道41号女川牡鹿線
宮城県道41号女川牡鹿線（みやぎけんどう41ごう おながわおしかせん）は、宮城県牡鹿郡女川町から石巻市に至る県道（主要地方道）である。

## 概要
宮城県東部の太平洋へ突き出る牡鹿半島の東側付け根にあたる女川町中心部から半島東岸中央部の谷川浜（やがわはま）までを海岸線沿いに、その後は谷川浜から大原浜へ半島鞍部を横断する幹線道路で、女川原子力発電所が沿線にある。
2017年度（平成29年度）から、現道終点の約5km北にある大谷川浜から分岐し、県道2号石巻鮎川線に接続するバイパスとして「大谷川浜小積浜道路改良事業」が施工中であり、2027年度（令和9年度）の完成を予定している。

### 路線データ
- 実延長：25.6421 km[2]
- 起点：宮城県牡鹿郡女川町浦宿浜
- 終点：宮城県石巻市大原浜

## 歴史
- 1958年（昭和33年）3月31日 - 宮城県が一般県道164号大原女川線（牡鹿町大原 - 女川町）を路線認定[3]。
- 1982年（昭和57年）4月1日 - 県道大原女川線が、「女川牡鹿線」として建設省（現・国土交通省）から初めて主要地方道の指定を受ける。[4]
- 1983年（昭和58年）1月11日 - 一般県道164号「岩沼仙台線」から主要地方道59号「女川牡鹿線」への路線変更が告示される。[5]
- 1993年（平成5年）
  - 5月11日 - 建設省から、県道女川牡鹿線が女川牡鹿線として主要地方道に指定される[6]。
  - 10月19日 - 県道番号が決定[7]され、従前の主要地方道59号から、県道41号に変更される。（12月1日より施行）
- 2020年（令和2年）3月1日 - 復興交付金事業として整備された「小乗浜（このりはま）復興道路」が供用開始する。[8]
- 2022年（令和4年）10月28日 - 復興交付金事業として整備された「飯子浜（いいごはま）復興道路」が供用開始する。[9]

## 路線状況

### 道路施設
高白トンネル（女川町）
女川町小乗浜 - 高白浜を結ぶアーチ構造のトンネル。延長213 m、高さ6.1 m。1970年（昭和45年）3月竣工。2021年（令和3年）3月、高白浜地区の道路切り替え工事に伴い通行できなくなった。
五部浦第二トンネル（女川町）
女川町高白浜 - 横浦を結ぶアーチ構造のトンネル。延長349 m。2018年（平成30年）7月竣工。
五部浦第一トンネル（女川町）
女川町横浦 - 大石原浜を結ぶアーチ構造のトンネル。延長510 m、高さ4.7 m。2006年（平成18年）10月竣工。

## 地理

### 通過する自治体
- 牡鹿郡女川町
- 石巻市

### 交差する道路
- 国道398号（牡鹿郡女川町鷲神浜、起点）

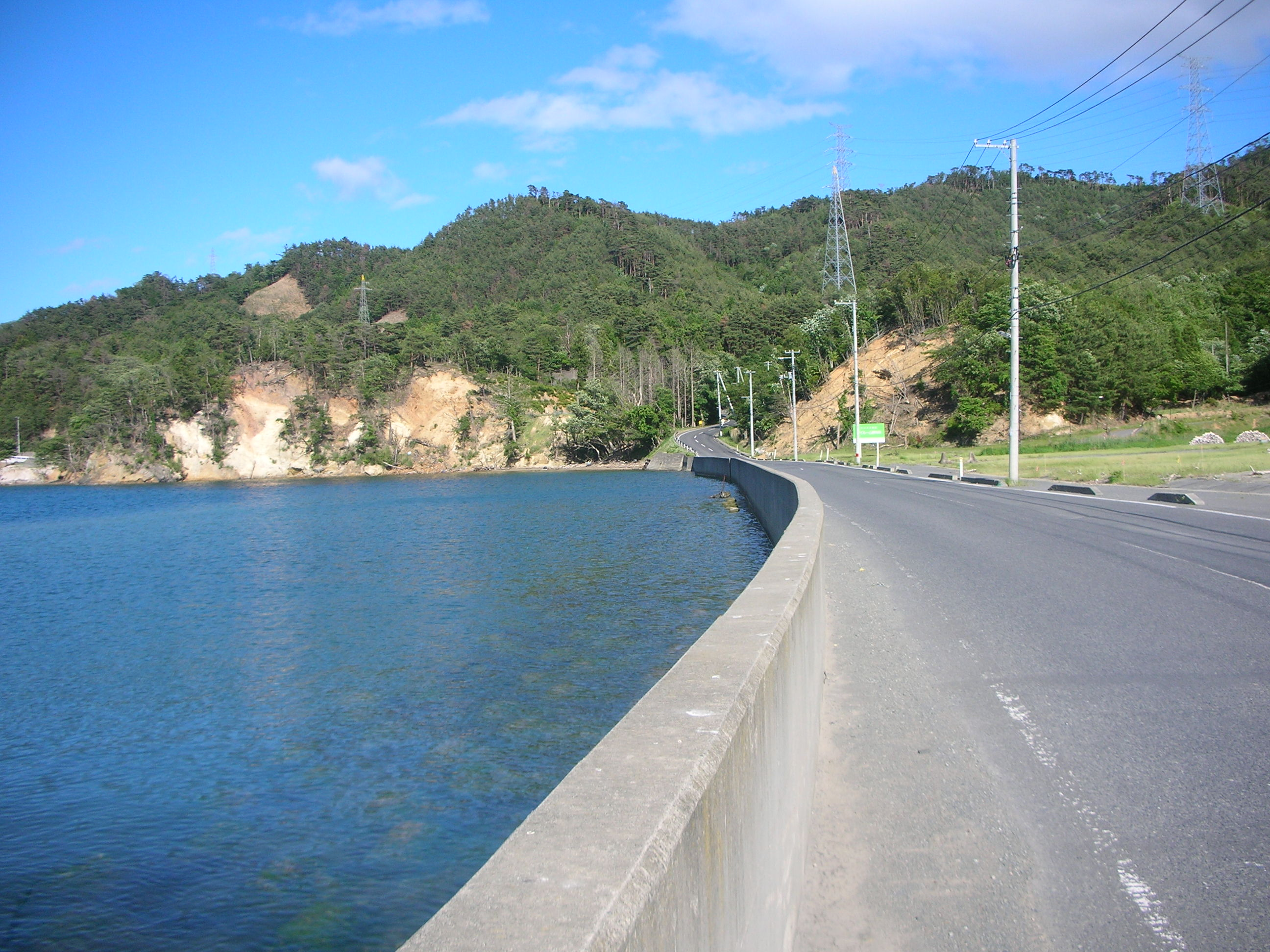
宮城県道41号 マイルーム野乃浜付近前

- 宮城県道220号牡鹿半島公園線（石巻市大原浜、大原IC）
- 宮城県道2号石巻鮎川線（石巻市大原浜、終点）

### 沿線の施設
- 宮城県女川オフサイトセンター
- 鷲神公園
- 女川漁港（小乗浜）
- 女川港（高白地区、横浦地区、大石原地区）
- 五部浦湾
  - 野野浜漁港
  - 飯子浜漁港
- 東北電力女川原子力発電所
  - 女川原子力PRセンター
- 鮫ノ浦湾
  - 鮫ノ浦漁港
  - 谷川漁港
- 大原漁港

### 交通量[13]
令和３年度・12時間交通量
- 女川町小乗２丁目 - 1,365台
- 女川町小乗浜向 - 2,864台
- 女川町野々浜大道 - 2,423台
- 石巻市大原浜一の峠 - 934台